# Персакис, Петрос
Петрос Персакис (греч. Πέτρος Περσάκης; 1879, Афины — 1952) — греческий гимнаст, дважды призёр летних Олимпийских игр 1896.
Сначала Персакис в составе одной греческой гимнастической команды занял второе место в командном соревновании на брусьях. Позже он занял третье место в упражнениях на кольцах, пропустив вперёд соотечественника Иоанниса Митропулоса и немца Германа Вайнгертнера.